# Doutrina de segurança nacional (Brasil)
A Doutrina de Segurança Nacional surgiu em consequência da Guerra Fria. Terminada a Segunda Guerra Mundial, toda uma geração de militares brasileiros passou a frequentar cursos militares norte-americanos. Quando esses oficiais retornavam dos EUA, já estavam profundamente influenciados por uma concepção de "defesa nacional". Tanto que alguns anos mais tarde vão criar a Escola Superior de Guerra (ESG), vinculada ao Estado Maior das Forças Armadas. Essa escola foi estruturada conforme sua similar norte-americana, National War College.

## Histórico
Foi dentro da ESG que se formulou os princípios da Doutrina de Segurança Nacional e alguns dos seus subprodutos, como por exemplo, o Serviço Nacional de Informações (SNI). Essa doutrina, que vai virar lei em 1968, com a publicação do decreto-lei no. 314/68, tinha como objetivo principal identificar e eliminar os “inimigos internos”, ou seja, todos aqueles que questionavam e criticavam o regime estabelecido.
Em março de 1947 o Presidente estadunidense, Harry Truman, afirmou que os EUA estavam dispostos a conter o avanço comunista intervindo militarmente nos focos de perturbação. Qualquer agressão aos regimes simpatizantes a política externa dos EUA caracterizaria uma agressão a Segurança Nacional dos EUA. Além disso, para forçar os países latinos neutros, até então, a aderirem ao lado capitalista, o Secretário de Defesa estadunidense, J. Foster Dulles, afirmou ser a neutralidade uma degradação moral.
No Brasil, Golbery de Couto e Silva criou o Serviço Nacional de Informações (SNI) para eliminar os "inimigos do regime", assegurando a segurança nacional. Outro ponto que liga os EUA ao Brasil na época do regime militar era a Escola Militar das Américas, que formava militares especialistas em técnicas de contra-guerrilha, tortura "científica" e interrogatório. No Brasil, foram formadas 355 pessoas. Essa doutrina foi muito influente na história brasileira recente.
À doutrina difundida pelos Estados Unidos e ensinada aos oficiais brasileiros na zona do Canal do Panamá foi adequada a noção de geopolítica estudada desde 1930 destacadamente entre a intelectualidade militar, assim como a ênfase em elementos mais pertinentes à realidade brasileira (FERNANDES, 2009) 
Ou seja, essa ideologia foi difundida por todo o território nacional como estratégia de enquadrar o Regime Militar brasileiro ao contexto da Guerra Fria.
Basicamente, a Doutrina de Segurança Nacional consiste em:
Garantias políticas, econômicas, psicossociais e ações militares providas pelo Estado, num determinado tempo, para a Nação a qual governa, para a realização e manutenção dos objetivos nacionais (MATTOS, 2002)— tese de Plínio Marcos Volponi Leal, de 2009. 
Como fruto deste posicionamento, os governantes adotaram uma postura de integração nacional, com um Estado forte e centralizado, capaz de unificar todos os objetivos nacionais, e principalmente, capaz de garantir a segurança nacional, em meio à paranoia da invasão comunista que envolvia os tempos de Guerra Fria. O mecanismo encontrado pelos militares para atingir esta meta foi a solidificação da indústria e o crescimento econômico.
E é este o cenário que torna coerente o investimento nos meios de comunicação, já que:
Os meios de comunicação de massa se transformaram no veículo através do qual o regime poderia persuadir, impor e difundir seus posicionamentos, além de ser a forma de manter o status quo após o golpe (Mattos, 2002).